# 더 커리어
《더 커리어》(영어: The Courier)는 2019년에 개봉한 영국의 액션 영화이다.

## 출연

### 주연
- 올가 쿠릴렌코: 운반원 역
- 게리 올드만: 에제키엘 매닝스 역
- 아밋 샤: 닉 머치 역
- 더모트 멀로니: 로버츠 특수요원 역

### 조연
- 알리시아 아그네: 시몬즈 요원 역
- 그렉 오르비스: 저격수 역
- 크레이그 콘웨이: 팔로우 요원 역
- 윌리암 모즐리: 브라이언트 요원 역